# Mokradło (powiat łaski)
Mokradło – nieistniejąca obecnie kolonia. Według danych ze Spisu Powszechnego z 30 września 1921 r. Mokradło należało do gminy Dąbrowa Widawska w powiecie łaskim, w województwie łódzkim.
Według danych ze spisu powszechnego z 30 września 1921 r. kolonia liczyła 3 mieszkańców, w tym 2 mężczyzn i 1 kobietę. Wszyscy zamieszkiwali w jednym budynku. Podobnie wszyscy podali wyznanie rzymskokatolickie i narodowość polską.